# Hovets naturreservat
Hovet är ett naturreservat i Karlsborgs kommun i Västra Götalands län.
Området är skyddat sedan 2011 och är 37 hektar stort. Det är beläget norrväst om Undenäs och består mest av blandlövskog med väldigt grova ekar och bokar.
Till de gamla träden är det kopplat stora naturvärden. På dessa finns en rik kryptogamflora med flera signal- och rödlistade arter. Det finns gott om död ved, högstubbar och en del riktigt grova lågor i området. Inom området finns talrika odlingsrösen och gamla husgrunder. 
Området ingår i EU:s ekologiska nätverk av skyddade områden, Natura 2000. 